# الروس في أوكرانيا

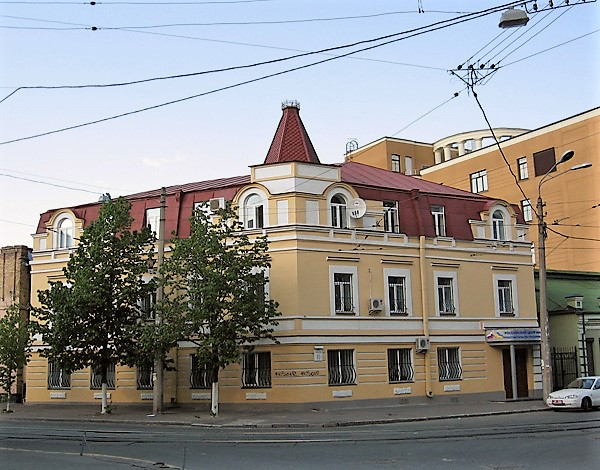
المركز العلمي والثقافي الروسي في كييف

يعد الروس أكبر أقلية عرقية في أوكرانيا. إذ يشكل المجتمع الروسي الأكبر خارج روسيا في العالم. في تعداد سكاني أجرته أوكرانيا سنة 2001، اعتبر 2 مليون و334 ألفًا و100 فردًا من أصل إثني روسي (17.3% من سكان أوكرانيا)؛ يجمع هذا الرقم الأفراد من أصل إثني روسي من خارج أوكرانيا ومنهم المولودون في أوكرانيا.

## تاريخ

### التاريخ القديم
كان إيفان فيودوروف أحد أبرز الروس في أوكرانيا في القرون الوسطى (الكومنولث البولندي الليتواني) أنذاك، الذي ساهم في نشر إنجيل أوستروغ وأطلق على نفسه «موسكوفيًا».
في سنة 1599، أمر القيصر بوريس غودونوف بتأسيس تساريبوريسوف على ضفاف نهر أوسكول، وهي المدينة الأولى والحصن الأول في شرق أوكرانيا. لحماية الأراضي من غارات التتار، بنى الروس خط بيلغورود الدفاعي (1635 – 1658)، وبدأ الأوكرانيون الهجرة إلى هناك ليكونوا تحت حمايتهم.
هرب مزيد من المتحدثين الروس إلى الأراضي الأوكرانية الشمالية والوسطى والشرقية في أواخر القرن السابع عشر في أعقاب انتفاضة شميلنكي بقيادة بوهدان خميلنيتسكي. أدت الانتفاضة إلى تحرك ضخم للمستوطنين الأوكرانيين إلى منطقة سلوبودا الأوكرانية، التي حولتها من منطقة حدودية قليلة السكان إلى إحدى المناطق الرئيسية المأهولة في القيصرية الروسية. بعد معاهدة بيريياسلاف، أصبحت أراضي القوزاق الأوكرانية، بما فيها الجزئان الشمالي والشرقي الحديثان من أوكرانيا، تحت عهدة القيصرية الروسية. أدى ذلك إلى دخول أول موجة كبيرة، ولكن صغيرة، من المستوطنين الروس إلى وسط أوكرانيا (تكونت في الأساس من عدة آلاف من الجنود المرابطين في الحاميات، من أصل مجموع من السكان البالغ عددهم نحو 1.2 مليون من غير الروس).
مع نهاية القرن الثامن عشر، استولت الإمبراطورية الروسية على أراضٍ كبيرة غير مأهولة من خانية القرم السابقة. بدأ الاستعمار المنهجي للأراضي في ما أصبح يعرف باسم نوفوروسيا (أساسًا في شبه جزيرة القرم وتاوريدا وحول أوديسا). جاء إلى المنطقة مهاجرون من مجموعات عرقية كثيرة (معظمهم من الأوكرانيين والروس من روسيا). في الوقت ذاته، شكل اكتشاف الفحم في حوض دونيتس (دونباس) بداية مجتمع صناعي واسع النطاق، إلى جانب تدفق العمال من أجزاء أخرى من الإمبراطورية الروسية.
أنشئت في تلك الفترة جميع المدن تقريبًا في جنوب وشرق أوكرانيا: أليكساندروفسك (المعروفة اليوم باسم زاباروجي؛ 1770)، ويكاترينوسلاف (اليوم دنيبرو؛ 1776)، وخيرسون وماريوبول (1778)، وسيفاستوبول (1783)، وسيمفروبول ونوفوالكسندروفكا (ميليتوبول) (1784)، ونيكولاييف (ميكولايف؛ 1789)، وأوديسا (1794)، ولوغانسك (لوهانسك؛ مؤسسة محطة لوهانسك الحرارية في عام 1795).
شكل كل من الروس والأوكرانيين الجزء الأكبر من المهاجرين، 31.8% و42% على الترتيب. في نهاية المطاف، أصبح سكان نوفوروسيا مختلطين عرقيًا، ومع تحول السياسة الروسية إلى كونها سياسة الدولة، هيمنت الهوية الروسية على الأسر والمجتمعات المختلطة. أشارت الإمبراطورية الروسية رسميًا إلى كل من أوكرانيا وروسيا وبيلاروسيًا بروسيا الصغري، وروسيا الكبرى، وروسيا البيضاء، الذين وفقًا للنظرية المقبولة رسميًا في إمبراطورية روسيا، ينتمون إلى أمة روسية واحدة؛ متحدرين جميعهم من روس الكييفية.
في بداية القرن العشرين، شكل الروس المجموعة العرقية الأكبر في المدن التالية: كييف (54.2%)، وخاركيف (63.1%)، وأديسا (49.09%)، وميكولايف (66.33%)، وماريبول (63.22%)، ولوغانسك (68.16%)، وبيرديانسك (66.05%)، وخيرسون (47.21%)، وميليتوبول (42.8%)، ويكاتيرونوسلاف (41.78%)، وكروبيفنيي (34.64%)، ولوهراد (34.36%)، وسيمفروبول (45.64%)، وفيودوسيا (46.84%)، ويالطا (66.17 %)، وكيرش (57.8%)، وسيفاستوبول (63.46%)، وتشوهوي (86%).

### الحرب الأهلية الروسية في أوكرانيا
أظهر أول تعداد للإمبراطورية الروسية، الذي أجري في عام 1897، استعمالًا واسعًا (وهيمنة في بعض الحالات) لروسيا الصغرى، وهو مصطلح معاصر للغة الأوكرانية في المحافظات الجنوبية الغربية التسع وكوبان. على إثر ذلك، عندما كان المسؤولون في البرلمان الأوكراني المركزي يرسمون الحدود المستقبلية للدولة الأوكرانية الجديدة، كانوا يأخذون نتائج التعداد فيما يتعلق باللغة والدين كعوامل محددة. تبين أن الحدود الإثنوغرافيا لأوكرانيا هي تقريبًا ضعف مساحة دولة بوهدان خميلنيتسكي الأصلية التي اندمجت في الإمبراطورية الروسية خلال القرنين السابع عشر والثامن عشر.
أثناء الحرب العالمية الأولى، تمكنت حركة وطنية قوية من الحصول على بعض الحقوق المستقلة من الحكومة الروسية في سانت بطرسبرغ. إلا أن ثورة أكتوبر جلبت تغييرات كبيرة للجمهورية الروسية الجديدة. تحولت أوكرانيا إلى ساحة معركة بين الفصيلين الرئيسيين في الحرب الروسية أثناء الحرب الأهلية الروسية (1918-1922)، والجيش الشيوعي (الجيش الأحمر) والبيض المناهضين للبلشفية (الجيش الطوعي).
وجدت ثورة أكتوبر أيضًا صدىً لها بين الطبقة العاملة المنتشرة على نطاق واسع، تشكلت العديد من الجمهوريات السوفييتية على يد البلاشفة في أوكرانيا: جمهورية أوكرانيا الاشتراكية الشعبية، وجمهورية توريدا الاشتراكية السوفياتية، وجمهورية أوديسا السوفياتية، وجمهورية دونيتسك-كريفوي روغ.
دعمت الحكومة الروسية التدخل العسكري ضد جمهورية أوكرانيا الشعبية، التي كانت تسيطر في فترات مختلفة على معظم أراضي أوكرانيا الحالية باستثناء شبه جزيرة القرم وغرب أوكرانيا. رغم وجود خلافات بين البلاشفة في البداية، التي أسفرت عن إعلان عدد من الجمهوريات السوفياتية في عام 1917، أعلنت لاحقًا جمهورية أوكرانية اشتراكية سوفيتية يعزى جزء كبير من الأمر في ذلك إلى الضغط الذي مارسه فلاديمير لينين وغيره من الزعماء البلشفيين.
كانت جمهورية أوكرانيا الاشتراكية السوفياتية دولة منفصلة بحكم القانون حتى تشكيل الاتحاد السوفياتي في عام 1922، واستمرت حتى تفكك الاتحاد السوفياتي في عام 1991.أصر لينين على أن تجاهل المسألة الوطنية في أوكرانيا من شأنه تعريض الدعم الثوري بين السكان الأوكرانيين للخطر، بالتالي، أقيمت حدود جديدة لأوكرانيا السوفياتية إلى الحد الذي طولب فيه بقيام جمهورية أوكرانيا الشعبية في عام 1918.
شملت الحدود الجديدة بشكل كامل نوفوروسيا (بما في ذلك جمهورية دونيتسك – كريفوي روغ السوفياتية التي لم تدم طويلًا)، والمقاطعات المجاورة الأخرى التي ضمت عددًا كبيرًا من ذوي الأصل الإثني الروسي.

### إضفاء الطابع الأوكراني في بداية العهد السوفييتي
حدد جوزيف ستالين، في خطابه الذي ألقاه سنة 1923 المكرس للقضايا الوطنية والعرقية في شؤون الحزب والدولة، عدة عقبات في تنفيذ البرنامج الوطني للحزب. شملت العقبات «التعصب للهيمنة القومية»، و«عدم المساواة الاقتصادية والثقافية» بين القوميات، و«نمو الشعور القومي بين الأمم الحاملة نير القمع الوطني الثقيل».
في حالة أوكرانيا، جاء التهديدان، بالترتيب، من الجنوب والشرق: نوفوروسيا بنفوذها الثقافي الروسي القوي تاريخيًا، والمركز الأوكراني التقليدي، والغرب. أدت تلك الاعتبارات إلى سياسة تقوم على إضفاء الطابع الأوكراني، وكسر بقايا عقلية العظمة الروسية في نفس الوقت، وكسب الشعبية بين السكان الأوكرانيين، معترفة بذلك بهيمنتها على الجمهورية. كانت اللغة الأوكرانية إلزامية بالنسبة لمعظم الوظائف، وأصبح تعليمها إلزاميًا في جميع المدارس.
بحلول أوائل الثلاثينيات، تغيرت المواقف تجاه سياسة أوكرانيا داخل القيادة السوفييتية. في سنة 1933، أعلن ستالين أن القومية المحلية هي التهديد الرئيسي للوحدة السوفياتية. نتيجة لذلك، انعكست العديد من التغييرات التي أدخلت خلال فترة إضفاء الطابع الأوكراني: إذ عادت المدارس والمكتبات والصحف الناطقة باللغة الروسية، بل وزاد عددها. حملت التغييرات طابعًا إقليميًا أيضًا، مما أجبر جمهورية أوكرانيا الاشتراكية السوفياتية على التنازل عن بعض الأراضي إلى جمهورية روسيا الاتحادية الاشتراكية السوفيتية. وتم ترحيل الالاف من أصل إثني أوكراني إلى الشرق الأقصى من الاتحاد السوفياتي، وقضي على العديد من القرى ذات الأغلبية الأوكرانية بهولودومور، بينما تعرض بقية الأوكرانيين للتمييز. خلال تلك الفترة، كان بإمكان الأهالي في جمهورية أوكرانيا الاشتراكية السوفياتية اختيار إرسال أطفالهم الذين لم تكن لغتهم الأصلية أوكرانية إلى المدارس التي تستخدم اللغة الروسية كلغة التعليم الأساسية.